# Council on Tall Buildings and Urban Habitat
Das Council on Tall buildings and Urban Habitat (deutsch: Rat für hohe Gebäude und städtischen Lebensraum; Abkürzung: CTBUH) ist ein Büro der Illinois Institute of Technology in Chicago, das sich mit der Bewertung der höchsten Gebäude (Skyscraper – Wolkenkratzer) der Welt befasst und Kriterien dafür aufstellt. Vorsitzender des 1969 von dem Ingenieur Lynn S. Beedle (1917–2003) gegründeten CTBUH ist Antony Wood. Danach werden inzwischen die Wolkenkratzer nach ihrer Höhe in drei Kategorien sortiert: bis und über 300 m (tall und supertall – hohe und superhohe Gebäude) und ab 600 m Höhe als megahohes Gebäude (megatall buildings; in Fuß 984 ft bzw. 1968 ft). Damit werden keine nur technisch benutzten Gebäude, wie Funkmasten, erfasst. Bei der Beschreibung der Höhe werden außerdem weitere beschreibende oder konstruktive Kriterien berücksichtigt.

## Kriterien

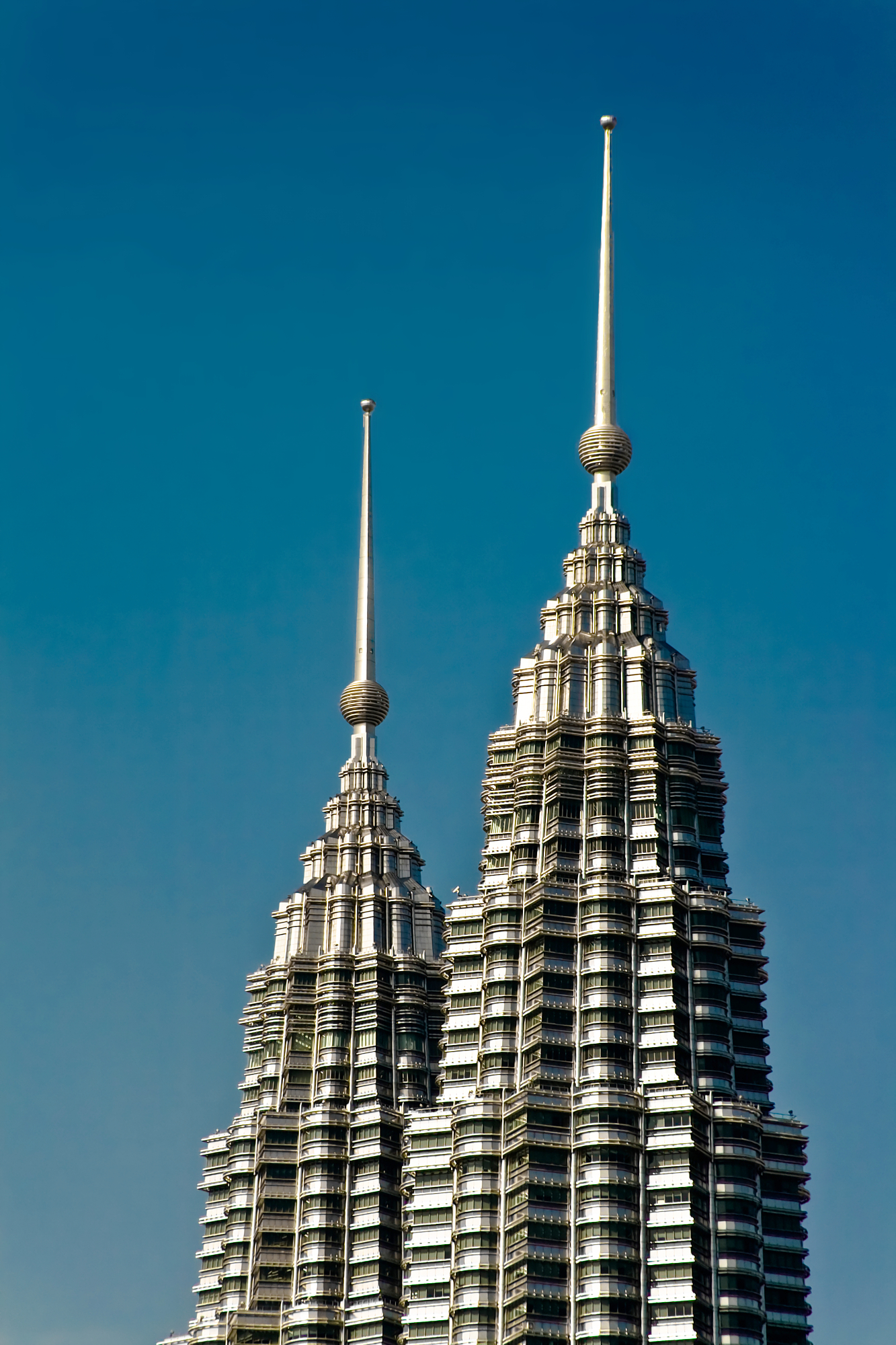
Turmspitzen wie jene auf den Petronas Towers werden vom CTBUH als Bestandteil des Gebäudes und damit zur offiziellen Höhe gewertet…

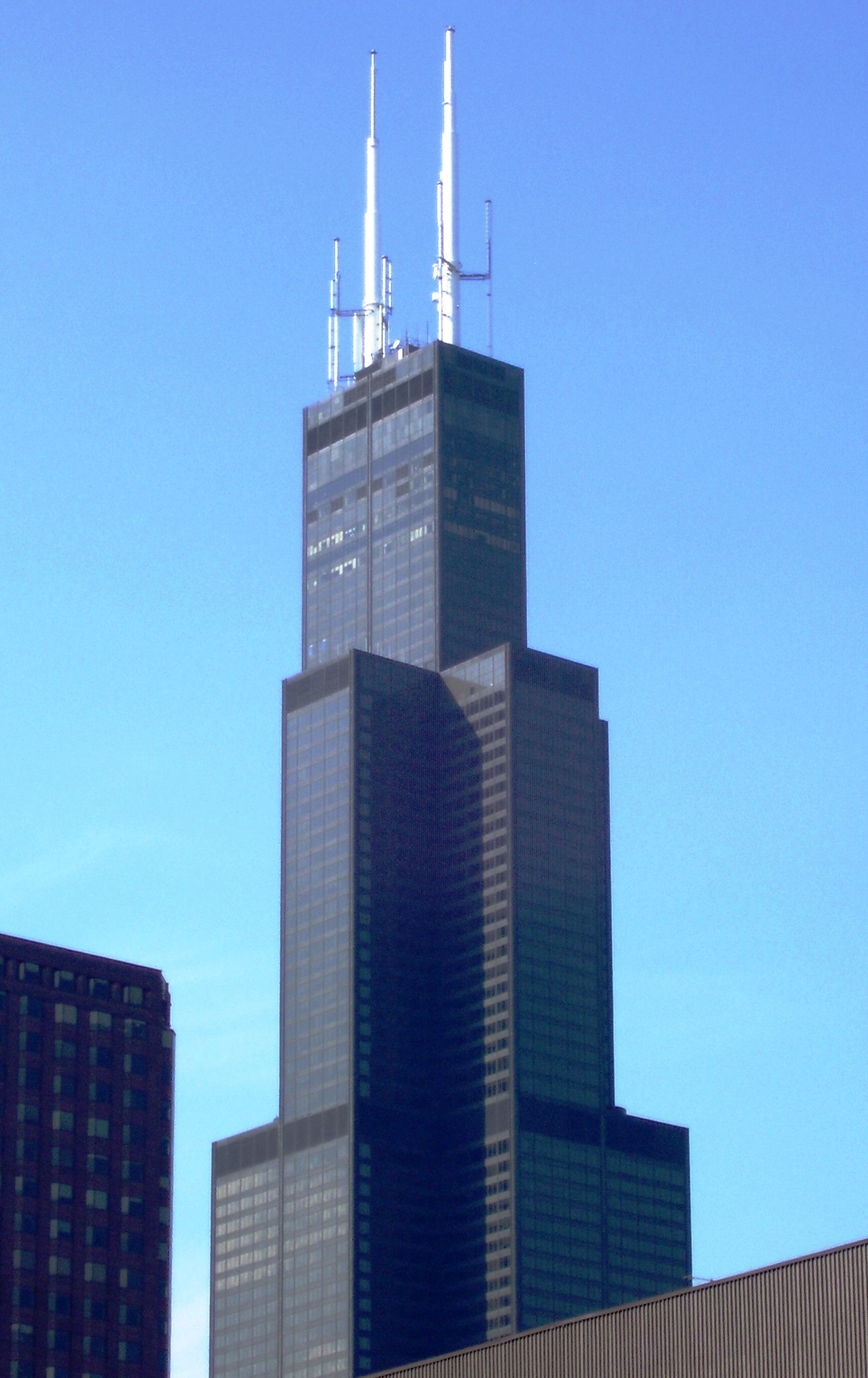
… Antennen wie auf dem Willis Tower hingegen nicht

Das Council on Tall Buildings and Urban Habitat definiert ein Gebäude als eine „Rahmenstruktur mit Wänden und Stockwerken“, deren „strukturelle Oberkante“ für den Höhenvergleich maßgeblich ist.
Nach der Definition des CTBUH werden Sendemasten und -türme nicht als Gebäude bezeichnet. Die höchste von Menschen errichtete Konstruktion ist der Burj Khalifa in Dubai mit einer Höhe von 828 Metern.
Die Höhe eines Gebäudes wird gemäß CTBUH vom Gehweg vor dem Haupteingang bis zum höchsten architektonischen Element gemessen. Aufgesetzte Antennen werden nicht dazu gerechnet.
Für die Bemessung der Höhe eines Gebäudes hat das CTBUH vier Kategorien aufgestellt, wovon die erste als entscheidendes Kriterium gewertet wird:

### Strukturelle Höhe
Die strukturelle Höhe bemisst sich nach dem höchsten architektonischen oder integralen Element des Gebäudes. Als architektonische Elemente werden dabei alle Gebäudeteile bezeichnet, die optisch oder statisch wesentliche Bestandteile des Gebäudes sind. Hierzu zählen beispielsweise Spitzen, feste Aufbauten und Balustraden, die vom Architekten als fester Bestandteil des Gebäudekonzepts vorgesehen wurden, nicht aber lediglich aufgesetzte Antennen, deren Entfernung das Gebäude weder optisch noch statisch wesentlich verändern würden. Die Unterscheidung ist nicht immer eindeutig zu treffen, weswegen diese Messgröße stark umstritten ist. So zählen etwa die Antennen des Willis Tower nicht zur strukturellen Höhe, die Spitzen der Petronas Towers hingegen schon. Daher sind die Petronas Towers nach dieser Messweise höher als der Willis Tower, obwohl letzterer das höhere begehbare Stockwerk und die höhere Antennenspitze besitzt. Ein ähnlicher Konflikt ergibt sich beim Commerzbank Tower und dem Triumph-Palace beim Wettstreit um das höchste Gebäude Europas. Trotz Abgrenzungsschwierigkeiten und des gelegentlichen Anscheins von Willkür wird diese Höhe von den meisten Architekturbüros verwendet, die Ranglisten erstellen, und wird daher am häufigsten zur Einordnung herangezogen. Hierdurch beeinflusst dieses Messkriterium wiederum die Architektur selbst: Neue Super-Wolkenkratzer werden im Wettrennen um einen möglichst hohen Listenplatz meist so entworfen, dass die Antennen optisch wesentliche Gebäudebestandteile werden.

### Höchstes begehbares Geschoss
Hierbei wird die Höhe bis zur Decke des höchsten Geschosses gezählt, das betreten und normal genutzt werden kann. Reine Technikräume, die nur gelegentlich zu Wartungs- oder Reparaturzwecken betreten werden, zählen dabei nicht. Auf Grund der ersten Kategorie gelten die Petronas Towers in Kuala Lumpur höher als der Willis Tower (bis Juli 2009 Sears Tower) in Chicago, obwohl dessen höchstes Geschoss 60 Meter höher liegt als das höchste Geschoss der Petronas Towers.

### Dachhöhe
Als Dachhöhe zählt die Höhe bis zum höchsten Punkt des Daches. Nachteil dieser Messgröße ist, dass oft sehr schwierig zu entscheiden ist, wo das Dach endet und aufgesetzte Spitzen anfangen. Diese Kategorie wird daher seit November 2009 nicht mehr verwendet.

### Gesamthöhe
Die Gesamthöhe gibt den absolut höchsten Punkt eines Gebäudes an. Dabei werden auch aufgesetzte Antennen berücksichtigt, die bei offiziellen Listungen hingegen nicht herangezogen werden. Unter Anwendung dieser Messmethode ergeben sich der Liste der höchsten Gebäude einige Änderungen.
Der Burj Khalifa ist ein Wolkenkratzer, der seit Juli 2007 das höchste Gebäude der Welt ist. Die Investoren versuchten über eine lange Zeit, die Höhe des Turms und die Zahl der Stockwerke geheim zu halten. Am 17. Januar 2009 erreichte er seine endgültige Höhe von insgesamt 828 Metern, die Einweihung erfolgte am 4. Januar 2010. Das Gebäude ist in allen Kategorien Rekordhalter.

### Zahl der (oberirdischen) Stockwerke
Diese Höhenangabe gibt die Höhe der höchsten belegten Etage über dem Boden an.

## Weitere Kriterien
Über die Höhenmessung hinaus definiert das CTBUH weitere Kriterien zur Bewertung von Wolkenkratzern. Darunter fallen die Nutzung, der Status und das Baumaterial.

### Nutzung
Eine Einzelnutzung ist gegeben, wenn mindestens 85 Prozent der Gebäudenutzfläche für eine einzige Funktion (z. B. Büros) in Anspruch genommen werden. Eine gemischte Nutzung liegt vor, wenn von zwei oder mehr Funktionen jede einzelne mindestens 15 Prozent in Anspruch nimmt. Von dieser Wertung sind technische Geschosse ausgeschlossen. Als Nutzungen werden Büros, Wohnungen, Hotelräume, Einkaufszentren oder Ausstellungsflächen angesehen.

### Status
Das CTBUH definiert des Weiteren einzelne Kategorien für den Status eines Gebäudes:
- Erbaut (complete): Das Gebäude ist erbaut, d. h. die Endhöhe ist erreicht und das Gebäude ist mindestens teilweise zur Benutzung freigegeben.

- Endhöhe erreicht (topped-out): Das Gebäude befindet sich noch im Bau, hat seine maximale Höhe jedoch bereits erreicht.

- Im Bau (under-construction): Das Gebäude befindet sich im Bau. Die Arbeiten an den Fundamenten müssen begonnen haben. Bauplatzvorbereitungen werden hierzu nicht gewertet.

- Bau gestoppt (construction stopped): Das Gebäude befand sich im Bau, jedoch wurden die Arbeiten wieder eingestellt. Die Gründe hierfür sind meist wirtschaftlicher Natur.

- In Planung / vorgeschlagen (proposed): Es ist geplant das Gebäude zu errichten. Bevor ein Bauwerk in diese Kategorie fällt, müssen jedoch einige Dinge beachtet werden: Das Gebäude muss einen Entwurf aufweisen (professionelles Design), einen potenziellen Bauplatz sowie einen Projektentwickler bzw. Investor haben.

- Nie erbaut (never built): Hierzu zählen Gebäude die entweder visionäre Planungen sind, oder aufgehobene bzw. widerrufene Projekte.

- Zerstört / abgerissen (demolished): Das Gebäude bestand zu einem früheren Zeitpunkt, inzwischen jedoch nicht mehr. Es wurde abgerissen oder zerstört.

### Baumaterial
Weiter definiert das CTBUH das Material des Gebäudes. Hierbei geht es um die das tragende Bauelement des Wolkenkratzers: Ein Gebäude, dessen Decken aus Beton sind, die tragenden Stützelemente jedoch aus Stahl, zählt als Stahlgebäude.
- Stahl (steel): Alle horizontalen und vertikalen Tragelemente des Gebäudes bestehen aus Stahl. Diese Baumethode wurde vor allem früher angewandt und kommt heute nur noch vereinzelt zum Einsatz. Die meisten Stahlgebäude sind in den USA, aber auch in China, zu finden.[3]

- Beton (concrete): Alle horizontalen und vertikalen Tragelemente des Gebäudes bestehen aus Stahlbeton. Meist ist dies bei Wohngebäuden zu finden. Die meisten dieser Gebäude sind im Mittleren Osten (aber auch Europa, vereinzelt in Nordamerika und Asien) zu finden.[3]

- Zusammengesetzt (composite): Die horizontalen und vertikalen Tragelemente bestehen aus einer Mischkonstruktion von Stahl und Beton. Meist handelt es sich um einen massiven Betonkern und Stahlpfeiler an der Fassade. Während diese Baumethode noch in den 1990er-Jahren vereinzelt zum Einsatz kam, werden viele Wolkenkratzer des 21. Jahrhunderts in dieser Bauweise errichtet.[3]

- Beton-Stahl (concrete-steel) und Stahl-Beton (steel-concrete): Darüber hinaus gibt es noch Gebäude, die im unteren Teil eine Betonkonstruktion aufweisen, über der eine Stahlkonstruktion folgt (so beim Burj Khalifa). Andere Gebäude wiederum haben unten eine Stahlkonstruktion, der obere Teil wurde dann in Betonbauweise errichtet. Diese Bauform findet sich inzwischen auch relativ häufig.[3]

## Datenbank
Seit Januar 2010 bietet das CTBUH eine neue Gebäudedatenbank an. Dort kann man etliche Ranglisten nach unterschiedlichen Kriterien (Nutzung, Material, Baujahr, Lokalität etc.) zusammenstellen, die sich stets an die CTBUH-Regeln richten. Jedes der über 10.000 Gebäude in der Datenbank hat eine eigene Seite, auf der man die wichtigsten Infos zum Bauwerk einsehen kann.

## Höhenkomitee

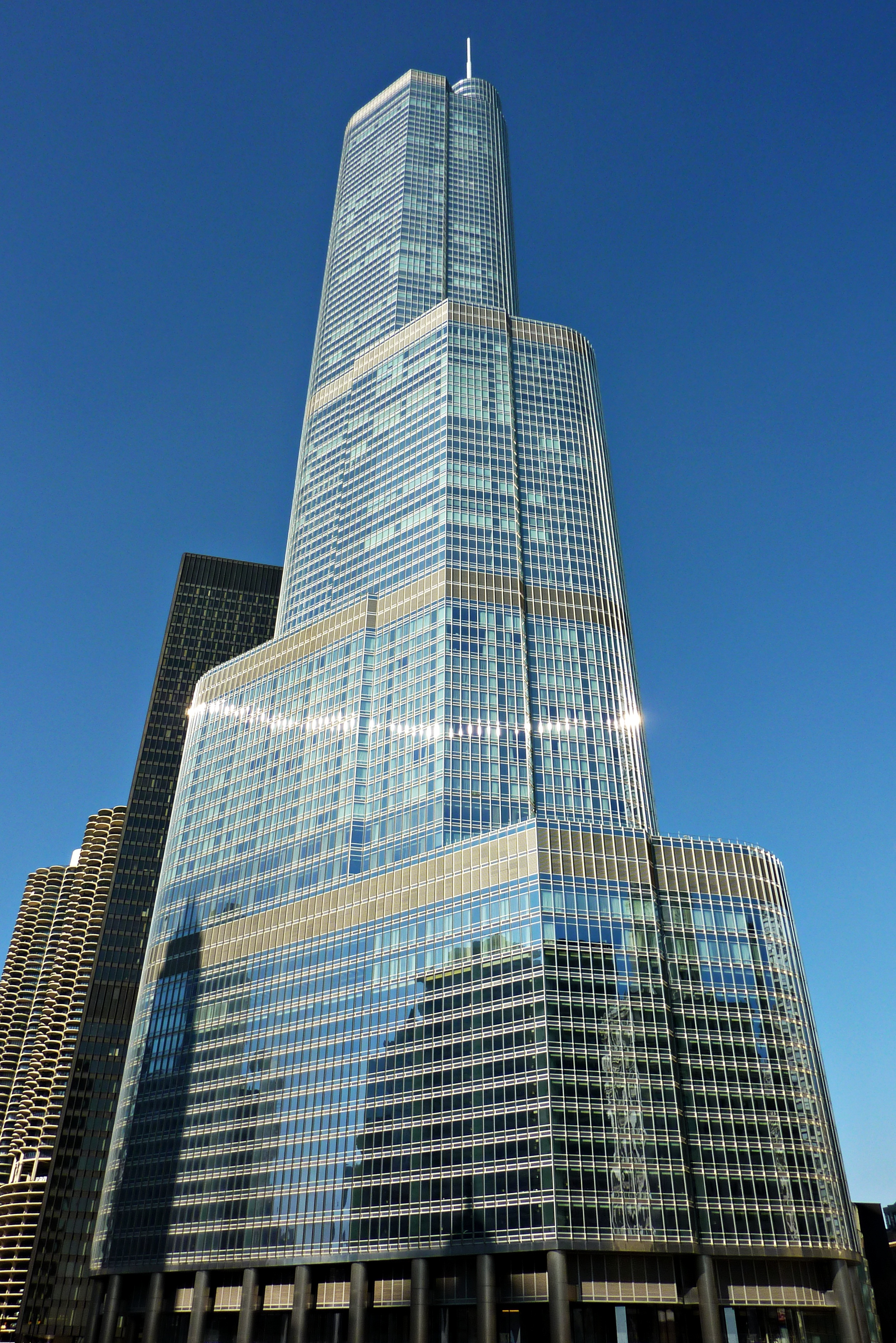
Die Höhe des Chicagoer Trump Towers musste 2009 aufgrund der Messung vom niedrigst gelegenen Eingang korrigiert werden

Das Höhenkomitee setzt sich aus verschiedenen Personen zusammen und berät über die allgemeine Höhenmessung von Gebäuden. Diese Gruppe ist auch berechtigt die bestehenden Kriterien zu ändern, wie zum Beispiel im Jahr 2009 entschieden wurde, die Kategorie der „Höhe bis zum Dach“ abzuschaffen, da es bei neueren Gebäuden vermehrt schwerfällt, das Dach zu bestimmen. Das Höhenkomitee erlässt auch Entscheidungen, von wo ein Gebäude vermessen wird, so wurde die Höhe des Chicagoer Trump Towers von 415 Metern auf 423 Meter korrigiert, da das Höhenkomitee beschloss, dass der Turm von einem anderen Eingang vermessen werden muss.